# Zelotes nitidus
Zelotes nitidus este o specie de păianjeni din genul Zelotes, familia Gnaphosidae. A fost descrisă pentru prima dată de Thorell, 1875.
Este endemică în Ucraina. Conform Catalogue of Life specia Zelotes nitidus nu are subspecii cunoscute.